# Číhaň
Číhaň (en allemand : Tschihan, précédemment : Czihan) est une commune du district de Klatovy, dans la région de Plzeň, en République tchèque. Sa population s'élevait à 222 habitants en 2021.

## Géographie
Číhaň se trouve à 12 km au sud-est de Klatovy, à 45 km au sud de Plzeň et à 110 km au sud-ouest de Prague.

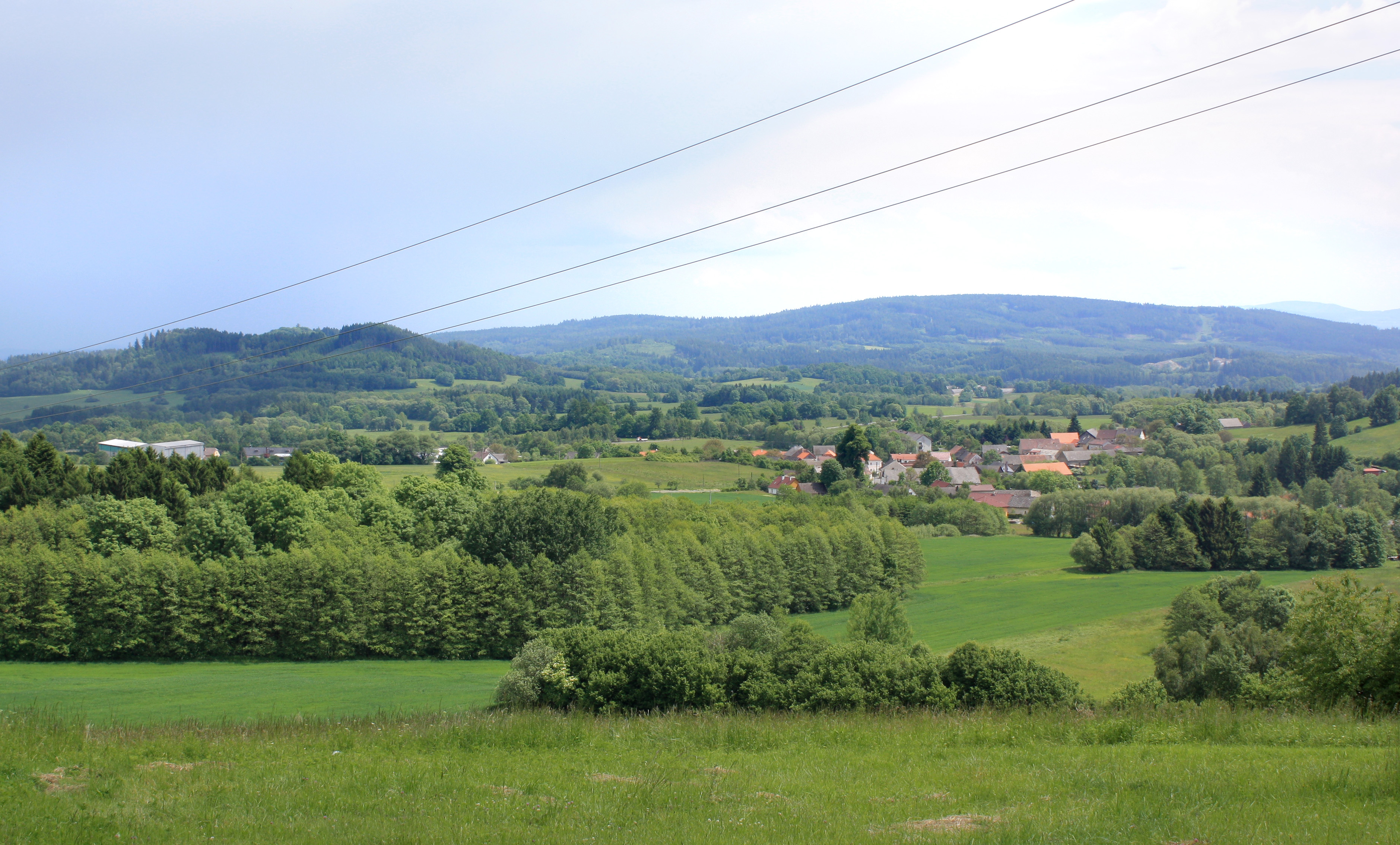
Číhaň : vue du nord-ouest.

La commune est limitée par Plánice au nord, par Zavlekov à l'est, par Kolinec au sud et par Mochtín à l'ouest.

## Histoire
La première mention écrite du village date de 1552.

## Administration
La commune se compose de trois sections :
- Číhaň
- Nový Dvůr
- Plánička

## Galerie

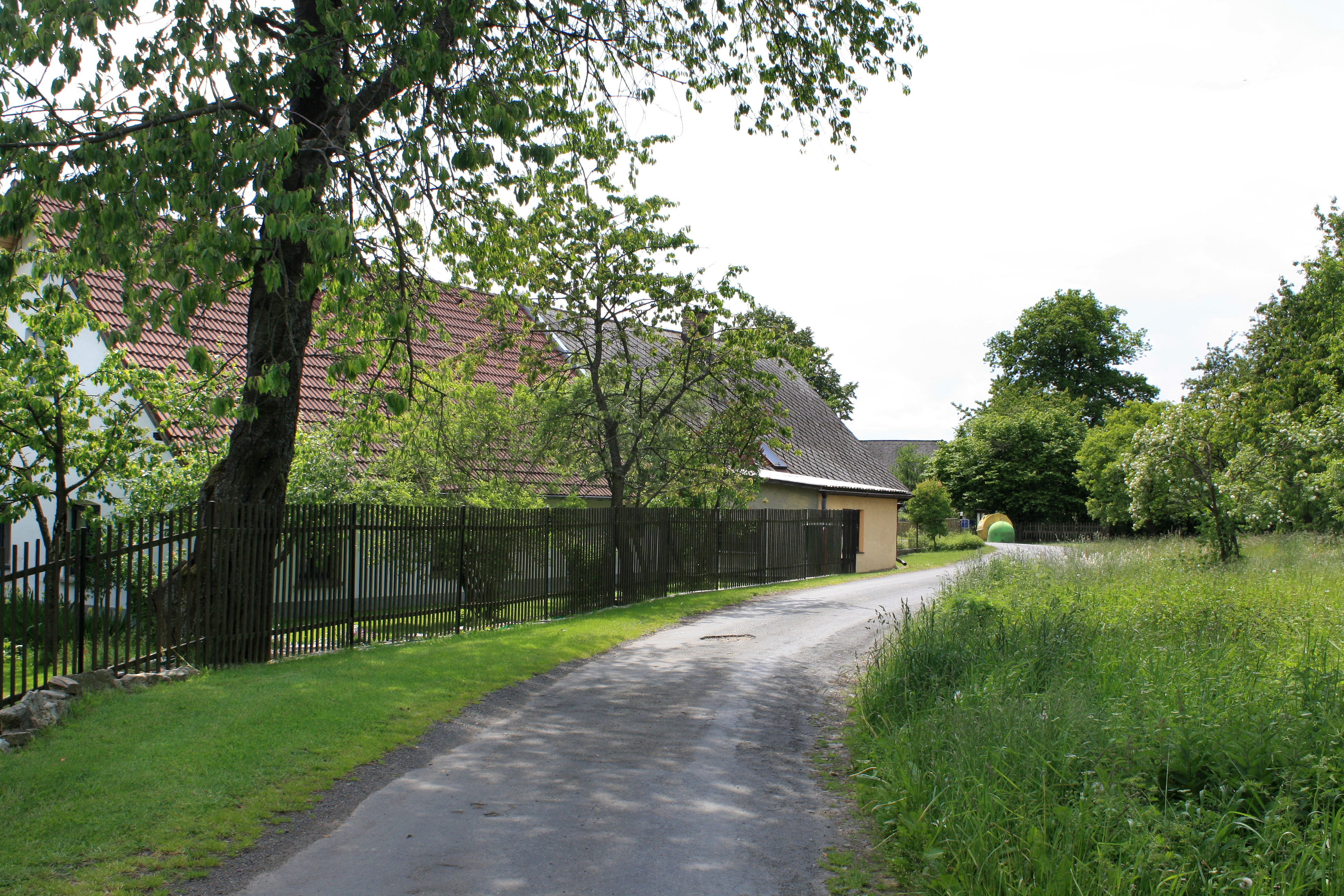
Nový Dvůr.
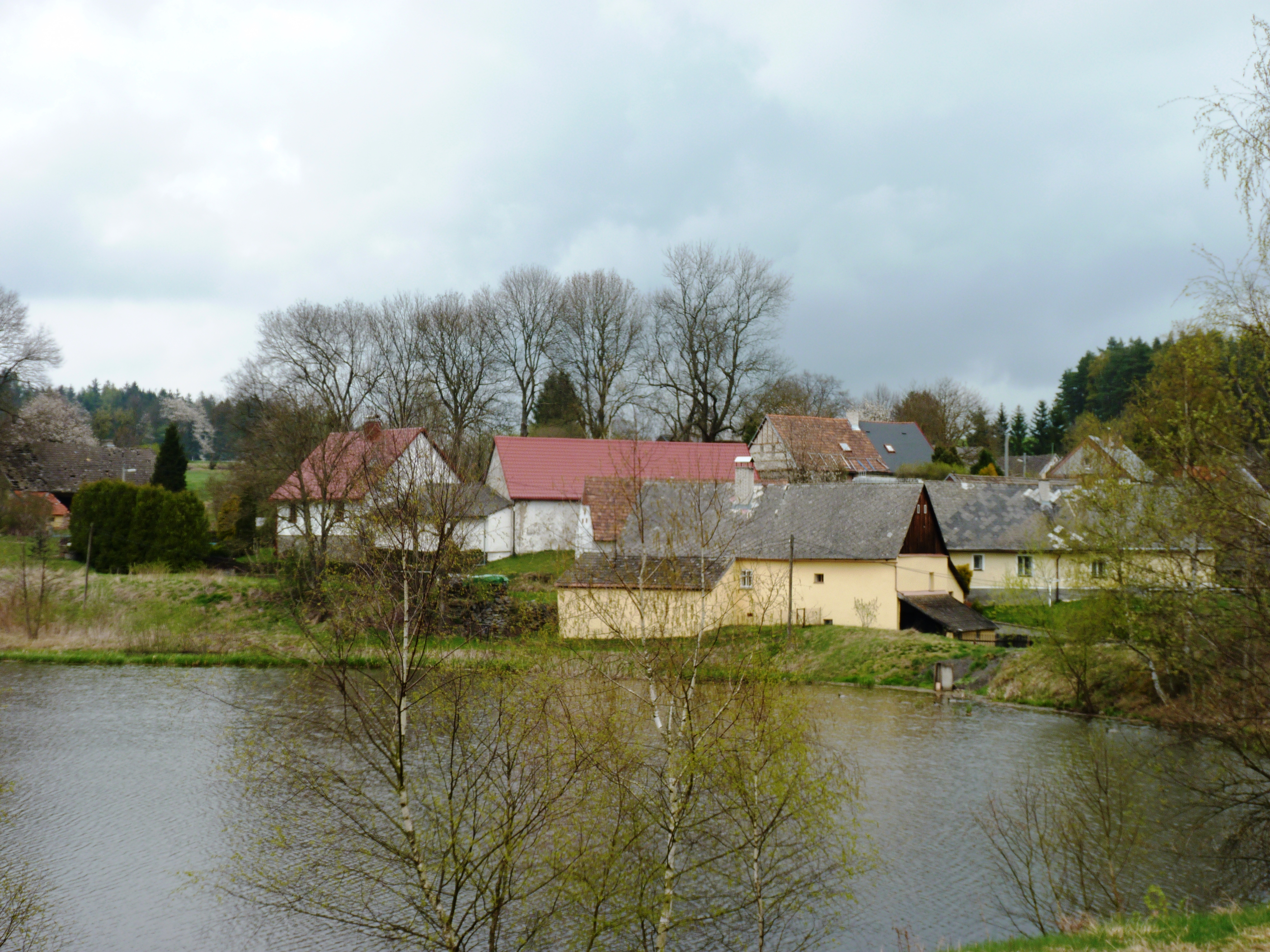
Planicka.